# Parandrita aenea
Parandrita aenea là một loài bọ cánh cứng trong họ Laemophloeidae. Loài này được Sharp miêu tả khoa học năm 1886.